# Roemenië op de Olympische Winterspelen 1972
Tijdens de Olympische Winterspelen van 1972, die in Sapporo (Japan) werden gehouden, nam Roemenië voor de negende keer deel.

## Deelnemers en resultaten

### Alpineskiën
| Olympiër      | Discipline       | Resultaat | Prestatie                        |
| ------------- | ---------------- | --------- | -------------------------------- |
| Virgil Brenci | afdaling (m)     | 48e       | 2.04,33 (+12,90)                 |
| Virgil Brenci | reuzenslalom (m) | 33e       | 3.27,40 (+17,78) 1.42,81+1.44,59 |
| Virgil Brenci | slalom (m)       | 20e       | 2.01,58 (+12,31) 1.01,56+1.00,02 |
| Dan Cristea   | afdaling (m)     | 39e       | 2.01,26 (+9,83)                  |
| Dan Cristea   | reuzenslalom (m) | 26e       | 3.19,88 (+10,26) 1.37,93+1.41,95 |
| Dan Cristea   | slalom (m)       | dnf       | opgave                           |

### Biatlon
| Olympiër                                                 | Discipline             | Resultaat | Prestatie                                                                                            |
| -------------------------------------------------------- | ---------------------- | --------- | --- |
| Victor Fontana                                           | 20 km (m)              | 28e       | 1:24.17,85 (+8.22,35) pen.: 5                                                                        |
| Vilmoș Gheorghe                                          | 20 km (m)              | 32e       | 1:25.52,27 (+9.56,77) pen.: 8                                                                        |
| Nicolae Veștea                                           | 20 km (m)              | 34e       | 1:27.08,21 (+11.12,71) pen.: 6                                                                       |
| Constantin Carabela                                      | 20 km (m)              | 52e       | 1:33.45,95 (+17.50,45) pen.: 11                                                                      |
| Nicolae Veștea Victor Fontana Ion Țeposu Vilmoș Gheorghe | 4x7,5 km estafette (m) | 9e        | 1:59.30,61 (+7.45,69) pen.: 5-17 (0-3 / 4-6 / 0-5 / 1-3) (28.47,96 / 32.19,63 / 28.47,13 / 29.35,89) |

### Bobsleeën
| Olympiër                                                | Discipline                | Resultaat | Prestatie                                               |
| ------------------------------------------------------- | ------------------------- | --------- | ------------------------------------------------------- |
| Ion Panțuru Ion Zangor                                  | 2-mansbob (m) Roemenië I  | 5e        | 5.00,53 (+3,46) (1.16,50 / 1.15,31 / 1.14,04 / 1.14,68) |
| Dragoș Panaitescu-Rapan Dumitru Focșeneanu              | 2-mansbob (m) Roemenië II | 12e       | 5.04,89 (+7,82) (1.17,98 / 1.17,00 / 1.14,67 / 1.15,24) |
| Ion Panțuru Ion Zangor Dumitru Pascu Dumitru Focșeneanu | 4-mansbob (m) Roemenië I  | 10e       | 4.47,12 (+4,05) (1.12,07 / 1.12,65 / 1.11,08 / 1.11,32) |

### Kunstrijden
| Olympiër         | Discipline | Resultaat | Prestatie                |
| ---------------- | ---------- | --------- | ------------------------ |
| Gheorghe Fazekaș | mannen     | 17e       | pc. 153,0; 2094,0 punten |

Argentinië · Australië · België · Bondsrepubliek Duitsland · Bulgarije · Canada · Duitse Democratische Republiek · Filipijnen · Finland · Frankrijk · Griekenland · Groot-Brittannië · Hongarije · Iran · Italië · Japan · Joegoslavië · Libanon · Liechtenstein · Mongolië · Nederland · Nieuw-Zeeland · Noord-Korea · Noorwegen · Oostenrijk · Polen · Roemenië · Sovjet-Unie · Spanje · Taiwan · Tsjecho-Slowakije · Verenigde Staten · Zuid-Korea · Zweden · Zwitserland